# USS Piper (SS-409)
USS Piper (SS-409/AGSS-409) là một  tàu ngầm lớp Balao được Hải quân Hoa Kỳ chế tạo trong Chiến tranh Thế giới thứ hai. Nó là chiếc tàu chiến duy nhất của Hải quân Hoa Kỳ được đặt cái tên này, theo tên một loài trong chi Cá kìm. Nó đã phục vụ trong giai đoạn cuối của Thế Chiến II, thực hiện được ba chuyến tuần tra, và đánh chìm một tàu tuần tra nhỏ tải trọng 111 tấn. Sau khi xung đột chấm dứt, nó tiếp tục phục vụ trong giai đoạn Chiến tranh Lạnh cho đến năm 1967. Con tàu cuối cùng bị bán để tháo dỡ vào năm 1971. Piper được tặng thưởng bốn Ngôi sao Chiến trận do thành tích phục vụ trong Thế Chiến II.

## Thiết kế và chế tạo
Thiết kế của lớp Balao được cải tiến dựa trên  tàu ngầm lớp Gato dẫn trước, là một kiểu tàu ngầm hạm đội có tốc độ trên mặt nước cao, tầm hoạt động xa và vũ khí mạnh để tháp tùng hạm đội chiến trận. Khác biệt chính so với lớp Gato là ở cấu trúc lườn chịu áp lực bên trong dày hơn, và sử dụng thép có độ đàn hồi cao (HTS: High-Tensile Steel), cho phép lặn sâu hơn đến 400 ft (120 m). Con tàu dài 311 ft 9 in (95,02 m) và có trọng lượng choán nước 1.526 tấn Anh (1.550 t) khi nổi và 2.424 tấn Anh (2.463 t) khi lặn. Chúng trang bị động cơ diesel dẫn động máy phát điện để cung cấp điện năng cho bốn động cơ điện, đạt được công suất 5.400 shp (4.000 kW) khi nổi và 2.740 shp (2.040 kW) khi lặn, cho phép đạt tốc độ tối đa 20,25 hải lý trên giờ (37,50 km/h) và 8,75 hải lý trên giờ (16,21 km/h) tương ứng. Tầm xa hoạt động là 11.000 hải lý (20.000 km) khi đi trên mặt nước ở tốc độ 10 hải lý trên giờ (19 km/h) và có thể hoạt động kéo dài đến 75 ngày.
Tương tự như lớp Gato dẫn trước, lớp Balao được trang bị mười ống phóng ngư lôi 21 in (530 mm), gồm sáu ống trước mũi và bốn ống phía phía đuôi tàu, chúng mang theo tối đa 24 quả ngư lôi. Vũ khí trên boong tàu gồm một hải pháo 4 inch/50 caliber, một khẩu pháo phòng không Bofors 40 mm nòng đơn và một khẩu đội Oerlikon 20 mm nòng đôi, kèm theo hai súng máy .50 caliber. Trên tháp chỉ huy, ngoài hai kính tiềm vọng, nó còn trang bị ăn-ten radar SD phòng không và SJ dò tìm mặt biển. Tiện nghi cho thủy thủ đoàn bao gồm điều hòa không khí, thực phẩm trữ lạnh, máy lọc nước, máy giặt và giường ngủ cho hầu hết mọi người, giúp họ chịu đựng cái nóng nhiệt đới tại Thái Bình Dương cùng những chuyến tuần tra kéo dài đến hai tháng rưỡi.
Nguyên ban đầu được dự định đặt tên là Awa, Piper được đặt lườn tại Xưởng hải quân Portsmouth ở Kittery, Maine vào ngày 15 tháng 3, 1944. Nó được hạ thủy vào ngày 26 tháng 6, 1944, được đỡ đầu bởi bà Charles W. Wilkins, 
và được cho nhập biên chế cùng Hải quân Hoa Kỳ vào ngày 23 tháng 8, 1944 dưới quyền chỉ huy của Hạm trưởng, Trung tá Hải quân Bernard Francis McMahon.

## Lịch sử hoạt động

### 1944
Sau khi hoàn tất việc chạy thử máy huấn luyện tại các vùng biển ngoài khơi New London, Connecticut và Newport, Rhode Island, Piper chuẩn bị để được điều động sang khu vực Mặt trận Thái Bình Dương. Nó khởi hành từ Căn cứ Tàu ngầm Hải quân New London vào ngày 25 tháng 10, 1944, băng qua kênh đào Panama và đi đến Trân Châu Cảng vào ngày 16 tháng 12.

### 1945

#### Chuyến tuần tra thứ nhất
Khởi hành từ Trân Châu Cảng vào ngày 25 tháng 1, 1945 cho chuyến tuần tra đầu tiên trong chiến tranh, Piper đảm nhiệm vai trò soái hạm của một đội tấn công phối hợp ("Bầy sói") mang biệt danh "MAC's MOPS", vốn bao gồm các tàu ngầm Pomfret (SS-391), Bowfin (SS-287), Trepang (SS-412) và Sterlet (SS-392). Nhiệm vụ của họ là càn quét tàu tuần tra đối phương nhằm chuẩn bị cho đợt không kích của tàu sân bay xuống đảo Honshū. Sau chặng dừng tại Saipan để tiếp thêm nhiên liệu, "Bầy sói" đi đến khu vực phía Nam Iwo Jima vào ngày 10 tháng 2, và các đợt càn quét trong ba ngày tiếp theo không đem lại kết quả.
Từ ngày 15 đến ngày 24 tháng 3, Piper canh phòng ngoài khơi bờ biển phía Nam và Đông Nam đảo Honshū, luân phiên vai trò tuần tra và nhiệm vụ tìm kiếm và giải cứu hỗ trợ cho hoạt động không kích của máy bay ném bom B-29 Superfortress và tàu sân bay xuống Nhật Bản. Trong đợt tấn công trên mặt nước vào đêm 25 tháng 2, nó đánh chìm pháo hạm Hosen Maru số 3 (111 tấn) bằng hải pháo tại tọa độ 34°06′B 138°22′Đ / 34,1°B 138,367°Đ. Chiếc tàu ngầm dành những ngày cuối cùng của chuyến tuần tra canh phòng ngoài khơi eo biển Bungo đề phòng hạm đội Nhật Bản xuất kích truy đuổi tàu sân bay Franklin (CV-13) bị hư hại đang rút lui về căn cứ. Nó kết thúc chuyến tuần tra đầu tiên tại căn cứ Midway vào ngày 30 tháng 3, nơi nó được tái trang bị.

#### Chuyến tuần tra thứ hai
Rời Midway vào ngày 26 tháng 4 cho chuyến tuần tra thứ hai, Piper hoạt động cùng một "Bầy sói" khác, và đi đến khu vực tuần tra tại biển Okhotsk vào ngày 3 tháng 5. Đội đã phối hợp càn quét tàu bè đối phương tại khu vực trên từ ngày 14 đến ngày 25 tháng 5, rồi sau đó luân phiên tuần tra riêng lẽ. Piper bắt gặp hai tàu buôn nhỏ cùng hai tàu hộ tống tại eo biển Bussol tại quần đảo Kuril vào ngày 27 tháng 5, trong bối cảnh sương mù dày đặc. Nó phóng ngư lôi tấn công, tự nhận đã đánh chìm một tàu buôn khoảng 4.000 tấn. Các tàu hộ tống đã phản công với một số mìn sâu được thả xuống nhưng hoàn toàn không chính xác. Tài liệu thu được từ phía Nhật Bản sau chiến tranh không thể xác nhận chiến công này. Nó rời khu vực tuần tra vào ngày 4 tháng 6 và về đến Trân Châu Cảng vào ngày 13 tháng 6.

#### Chuyến tuần tra thứ ba
Trong khi Piper được bảo trì và tái trang bị, Thiếu tá Hải quân Edward Latimer Beach, Jr. nhậm chức hạm trưởng vào ngày 25 tháng 6, và con tàu lên đường cho chuyến tuần tra cuối cùng trong chiến tranh vào ngày 19 tháng 7. Nó có chặng dừng tại Guam từ ngày 1 đến ngày 4 tháng 8 để huấn luyện nâng cao, rồi đến ngày 11 tháng 8 đã tiêu diệt hai tàu đánh cá nhỏ về phía Tây Nam Kyūshū, tại tọa độ 31°52′B 129°49′Đ / 31,867°B 129,817°Đ. Tiến vào biển Nhật Bản vào ngày 13 tháng 8, nó bắt giữ sáu tù binh chiến tranh. Nhật Bản chấp nhận đầu hàng vào ngày hôm sau, giúp chấm dứt vĩnh viễn cuộc xung đột.

### 1945 – 1961
Lên đường vào ngày 3 tháng 9 để quay trở về Hoa Kỳ ngang qua Trân Châu Cảng, Piper đi đến Căn cứ Tàu ngầm Hải quân New London vào ngày 15 tháng 10. Nó hoạt động từ căn cứ này trong suốt năm năm tiếp theo, thực hiện các chuyến đi đến Nassau, New Brunswick và Nova Scotia, và được bảo trì tại các Xưởng hải quân Portsmouth và Philadelphia. Vào ngày 2 tháng 5, 1950, nó lên đường cho lượt phục vụ đầu tiên cùng Đệ Lục hạm đội tại Địa Trung Hải, và khi quay trở về nó có chuyến đi thực hành đến vịnh Guantánamo, Cuba.
Vào tháng 6, 1951, Piper đi đến Xưởng hải quân Charleston được trang bị ống hơi trong khuôn khổ Chương trình Công suất đẩy dưới nước lớn hơn (GUPPY), giúp cải thiện đáng kể tốc độ lặn dưới nước và tầm xa hoạt động. Nó tiếp tục hoạt động huấn luyện và tập trận từ căn cứ New London dọc theo vùng bờ Đông và tại vùng biển Caribe. Đến tháng 7, 1955, nó lại có lượt phục vụ tiếp theo cùng Đệ Lục hạm đội tại Địa Trung Hải, kéo dài cho đến tháng 1, 1956, và sau đó là đợt đại tu tại Xưởng hải quân Portsmouth từ tháng 3 đến tháng 9.
Vào ngày 1 tháng 7, 1957, Chuẩn đô đốc Charles W. Wilkins, Tư lệnh Lực lượng Tàu ngầm Hạm đội Đại Tây Dương, đã chọn Piper làm soái hạm; phu nhân của ông đã đỡ đầu con tàu khi nó được hạ thủy vào năm 1944. Đến tháng 9, nó tham gia đợt tập trận kéo dài tám tuần trong khuôn khổ Khối NATO tại vùng biển Bắc Đại Tây Dương. Đến năm 1958, nó được tàu ngầm Seawolf (SSN-575) thay phiên vai trò soái hạm Lực lượng Tàu ngầm Đại Tây Dương. Vào ngày 6 tháng 11, 1959, con tàu rời New London cho lượt phục vụ thứ ba cùng Đệ Lục hạm đội tại Địa Trung Hải, rồi đến ngày 20 tháng 2, 1961, nó có đợt tập trận tại vùng biển Caribe, nơi con tàu lập kỷ lục là tàu ngầm ống hơi đầu tiên đạt 10.000 lần lặn.

### 1962 – 1970
Vào mùa Thu năm 1962, Piper tham gia hoạt động phong tỏa Cuba trong sự kiện Khủng hoảng tên lửa Cuba. Nó lại có thêm một lượt phục vụ cùng Đệ Lục hạm đội tại Địa Trung Hải từ ngày 8 tháng 10, 1963, băng qua kênh đào Suez và Hồng Hải để đi đến Karachi, Pakistan, nơi nó tham gia cuộc Tập trận Midlink VI cùng hải quân các nước trong Khối CENTO. Nó quay trở lại Địa Trung Hải vào tháng 12 và tiếp tục hoạt động cùng Đệ Lục hạm đội cho đến khi quay trở về New London vào ngày 1 tháng 2, 1964.
Trong năm 1964, Piper cùng với tàu ngầm chị em Sea Robin (SS-407) có chuyến đi sang Bắc Âu, viếng thăm các cảng Portsmouth, Anh và Rotterdam, Hà Lan. Sau khi được đại tu tại Xưởng hải quân Portsmouth vào đầu năm 1965, nó có lượt hoạt động tại khu vực biển Caribe từ ngày 15 tháng 10, và thêm một lượt thứ hai kết thúc vào ngày 10 tháng 4, 1966. Vào ngày 22 tháng 3, 1967, các bộ ắc-quy bị thoái hóa đến mức con tàu bị giới hạn chỉ hoạt động nổi trên mặt nước; đến lúc này con tàu đã thực hiện 13.724 lần lặn, một kỷ lục của tàu ngầm Hoa Kỳ trong biên chế. Nó đi đến Xưởng hải quân Norfolk vào ngày 10 tháng 5 để chuẩn bị ngừng hoạt động, và xếp lại lớp như một "tàu ngầm phụ trợ" với ký hiệu lườn mới AGSS-409 vào ngày 15 tháng 6, 1967.
Sau khi được cho xuất biên chế vào ngày 16 tháng 6, 1967, Piper thay phiên cho tàu ngầm Cero (SS-225) trong vai trò tàu huấn luyện cho Hải quân Dự bị Hoa Kỳ tại Detroit, Michigan. Con tàu cuối cùng được cho rút tên khỏi danh sách Đăng bạ Hải quân vào ngày 1 tháng 7, 1970, và bị bán cho một hãng tại Ashtabula, Ohio để tháo dỡ vào tháng 6, 1971.

## Phần thưởng
Piper được tặng thưởng bốn Ngôi sao Chiến trận do thành tích phục vụ trong Thế Chiến II. Nó được ghi công đã đánh chìm một tàu tuần tra nhỏ tải trọng 111 tấn.
|  |                                                       |  |
|  | Bronze star · Bronze star · Bronze star · Bronze star |  |

| Dãi băng Hoạt động Tác chiến  |                                                                         |                                      |
| Huân chương Chiến dịch Hoa Kỳ | Huân chương Chiến dịch Châu Á-Thái Bình Dương với 4 Ngôi sao Chiến trận | Huân chương Chiến thắng Thế Chiến II |